# Rancho Quemado, Veracruz
Rancho Quemado är en ort i Mexiko.   Den ligger i kommunen Chontla och delstaten Veracruz, i den sydöstra delen av landet, 250 km nordost om huvudstaden Mexico City. Rancho Quemado ligger 147 meter över havet och antalet invånare är 495.
Terrängen runt Rancho Quemado är varierad. Runt Rancho Quemado är det ganska glesbefolkat, med 23 invånare per kvadratkilometer. Närmaste större samhälle är Tamalín, 10,2 km öster om Rancho Quemado. I omgivningarna runt Rancho Quemado växer i huvudsak städsegrön lövskog.